# Katamysis warpachowskyi
Katamysis warpachowskyi is een aasgarnalensoort uit de familie van de Mysidae. De wetenschappelijke naam van de soort is voor het eerst geldig gepubliceerd in 1893 door G.O. Sars.